# Aouste-sur-Sye
Aouste-sur-Sye este o comună în departamentul Drôme din sud-estul Franței. În 2009 avea o populație de 2.311 de locuitori.

## Evoluția populației
| An        | 1975  | 1982  | 1990  | 1999  | 2006  | 2009  |
| --------- | ----- | ----- | ----- | ----- | ----- | ----- |
| Populație | 1.565 | 1.753 | 1.820 | 1.989 | 2.215 | 2.311 |